# Manuel Ruiz Zorrilla
Pour les articles homonymes, voir Manuel Ruiz, Ruiz et Zorrilla.
 (décembre 2022).
Si vous disposez d'ouvrages ou d'articles de référence ou si vous connaissez des sites web de qualité traitant du thème abordé ici, merci de compléter l'article en donnant les références utiles à sa vérifiabilité et en les liant à la section « Notes et références ».

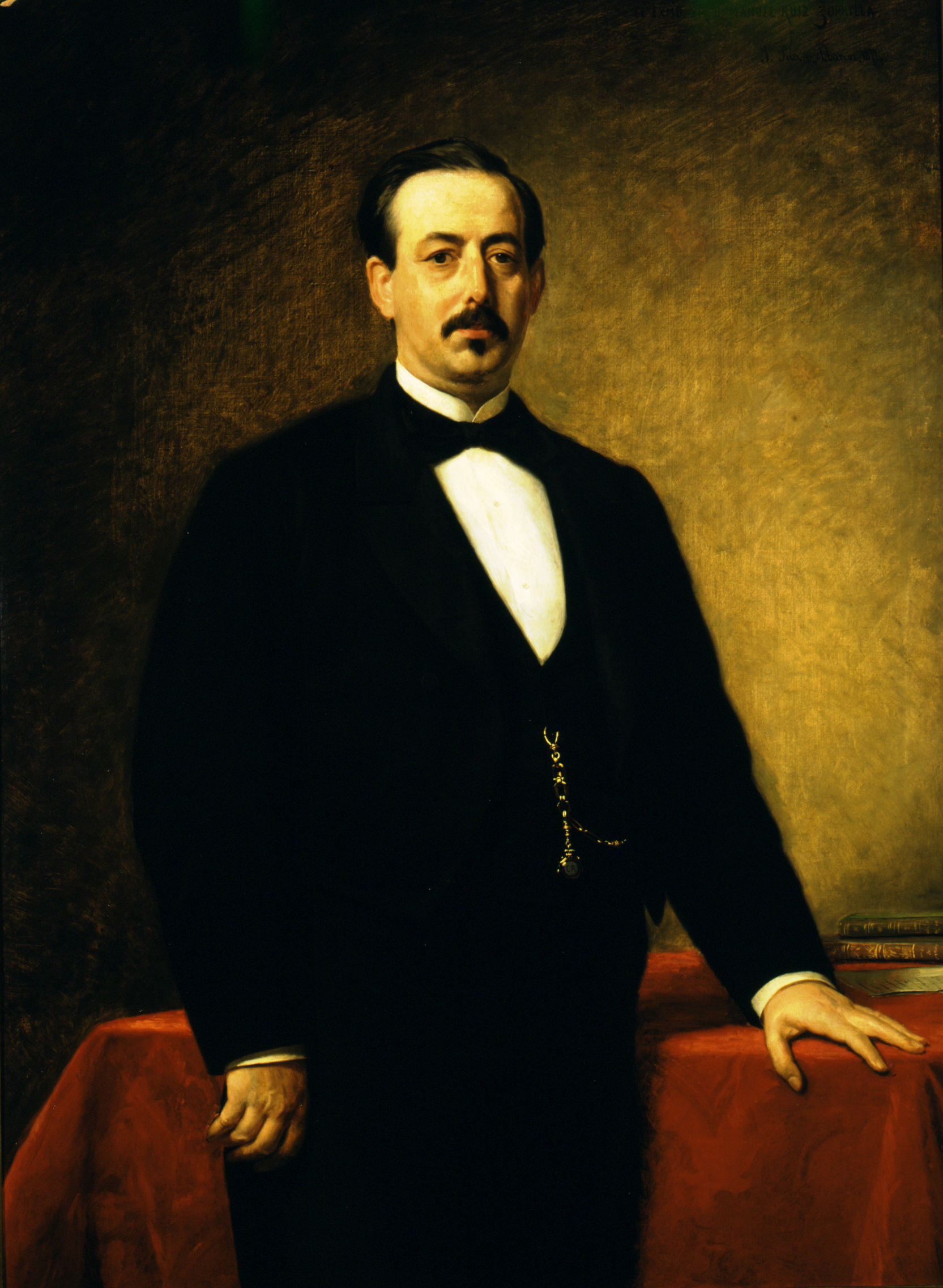
Manuel Ruiz Zorrilla au Congrès des députés

Manuel Ruiz Zorrilla (El Burgo de Osma, 22 mars 1833 - Burgos, 13 juin 1895) est un homme d'État espagnol, député aux Cortes puis ministre de l'Équipement et de la Grâce et de la Justice durant la Première République, et enfin chef de gouvernement sous Amédée Ier. Il est Grand Maître du Grand Orient espagnol. 

## Biographie
Manuel Ruiz Zorrilla étudie la philosophie à l'université de Valladolid, puis le droit à Madrid à l'université centrale. En deux ans il termine le cursus de jurisprudence et s'inscrivit en lois, dont il est diplômé en 1857. 
Sa vie publique commence en tant que commandant de la Milice nationale ; il est rapidement élu député provincial. Grâce à cette aide politique il se transfère à Madrid, où il est nommé député national pour le Parti progressiste en 1858. C'est précisément lors cet épisode de sa vie que nait son amitié avec Práxedes Mateo Sagasta. Il joue un rôle important dans le soulèvement des sergents de San Gil (1886) et est pour cette raison condamné à mort et doit fuir d'Espagne. Depuis l'exil il dirigea des conspirations visant à détrôner Isabelle II. Lors du triomphe de la Révolution de septembre 1868, en tant que leader du Parti radical il soutint que les progressistes devaient assumer le programme démocratique.
Dans son gouvernement provisoire (1868), Francisco Serrano lui confia le ministère du Développement. Il établit la liberté d'enseignement et décrète la cession du matériel et des archives des bibliothèques religieuses à l'État. Il introduit des réformes dans l'enseignement universitaire. Il fait partie du gouvernement de Juan Prim comme ministre de la Grâce et de la Justice (1869). Il est désigné président à deux occasions. Il s'oppose à la politique de Sagasta et divise les progressistes. Il accompagne le monarque lorsque ce dernier part en exil.
Avec la Restauration bourbonienne (1874), il doit rester à l'étranger. Il maintient une opposition systématique à Alphonse XII et au régime de la Restauration. Il fonde le Parti républicain progressiste (1874-1895) et, au cours de la première étape du régime canoviste, tente de renverser la monarchie à travers un pronunciamiento. Il impulse la fondation de l'Association républicaine militaire (Asociación Republicana Militar) en 1883. Il tente, sans succès, d'obtenir l'appui des républicains français. Il joue un rôle important dans divers pronunciamientos à Badajoz (1883), à Carthagène (1886), et dans celui du général Villacampa, à Madrid (1886), mais les insurrections échouent car le soutien des civils est insuffisant. Il rapproche ses positions de celles de Nicolás Salmerón. Son activité se centre sur la société civile et il met l'accent sur une supposée nécessité d'ordre et d'autorité. Avec sa mort en 1895, le parti se scinde et les forces républicaines se fragmentent.